# Palais du roi de Rome

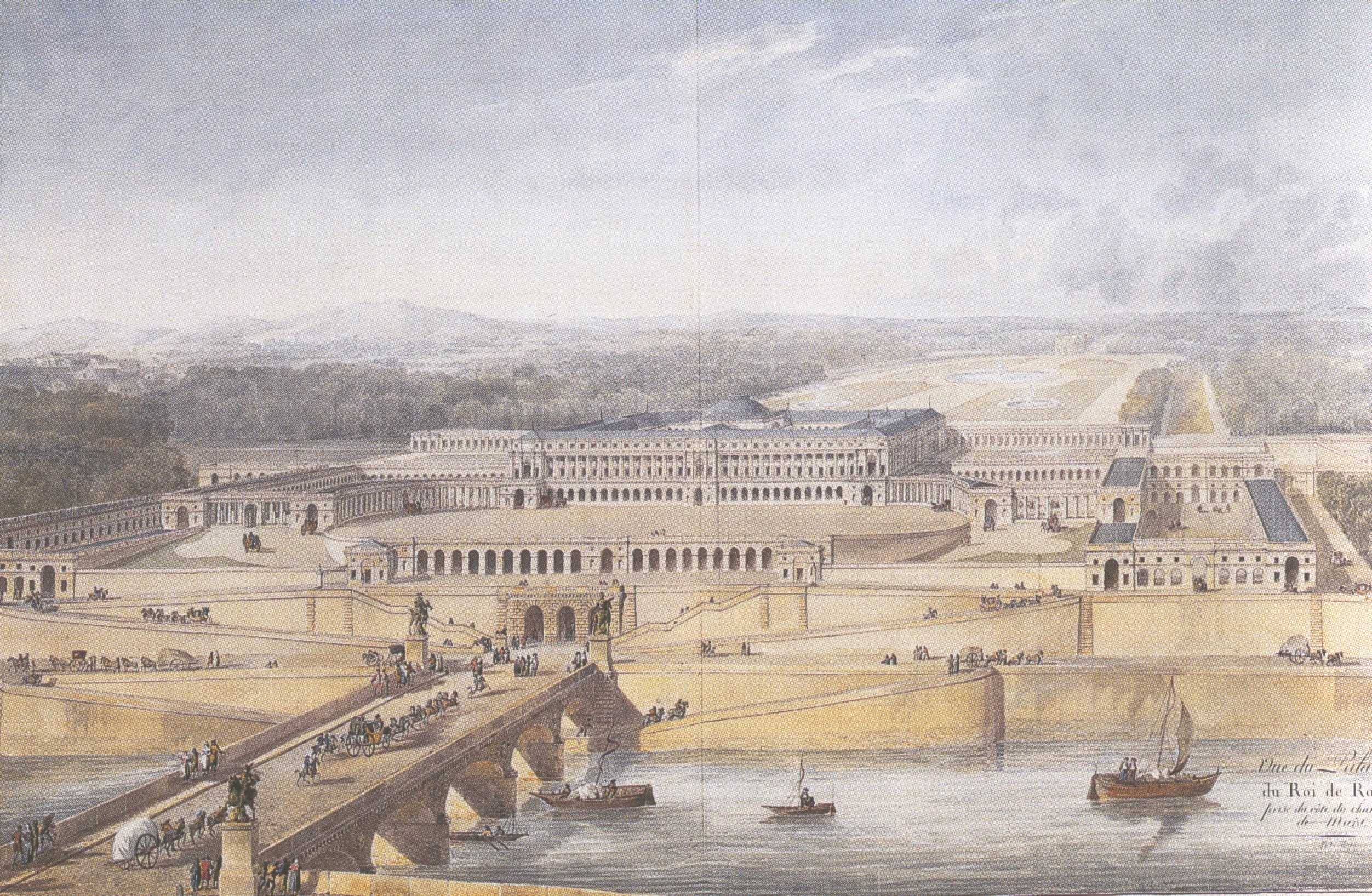
Le palais du roi de Rome devait dominer la colline de Chaillot

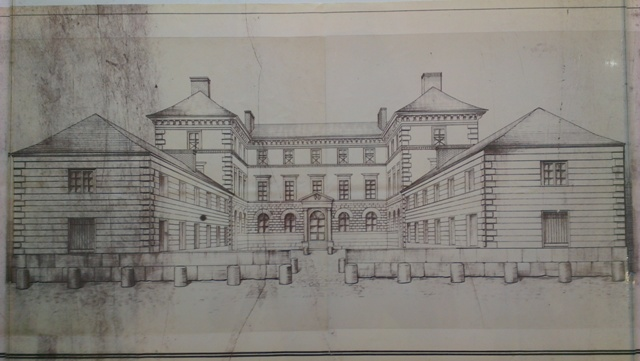
Le palais du roi de Rome à Rambouillet par Auguste Famin. Élévation de la façade sur cour.

Le palais du roi de Rome est la désignation de deux édifices destinés à devenir des résidences du roi de Rome, fils de l'empereur Napoléon Ier : un immense palais, projeté par l'empereur à Paris sur la colline de Chaillot, dominant le pont d'Iéna, qui n'a jamais vu le jour, et un petit palais, édifié à Rambouillet à partir de l'ancien hôtel du gouvernement, ancienne demeure du comte d'Angiviller, surintendant général des bâtiments du roi Louis XVI.
Dès février 1811, avant la naissance de son fils, Napoléon Ier décida la construction du palais de la colline de Chaillot et le baptisa « palais du roi de Rome ». Grandiose et magnifique, il devait être le centre d'une cité impériale administrative et militaire. Victime des prémices puis de la chute de l'Empire, le palais de la colline de Chaillot, palais fantôme d'un héritier fantôme, ne vit jamais le jour. Il devait pourtant être, de l'aveu même de son concepteur, l'architecte Pierre Fontaine, « l'ouvrage le plus vaste et le plus extraordinaire de notre siècle ».
Le petit palais de Rambouillet, prévu initialement à usage secondaire, reconstruit par Auguste Famin tel qu'on peut le voir aujourd’hui (à l'exception du pavillon dit Pavillon impérial construit en 1836), seul disponible dans l'attente de la construction du premier, reçut, à la suite des préparatifs de la campagne de Russie et des ressources de l'État diminuant, de manière officielle le titre de « palais du roi de Rome », le 2 mars 1812, comme l'atteste le livre des attachements servant contrôle aux travaux fait sous ordre de Famin. Ainsi, le petit palais de Rambouillet, devint-il, par la force du destin, le seul édifice survivant de ce qui fut le rêve de l'Empereur pour son fils glorifié,,.

## Le palais du roi de Rome de Chaillot

### Les idées de NapoléonIer
En 1810, Napoléon Ier est à l'apogée de sa puissance. Il rêve pour lui-même et pour sa dynastie d'un palais immense, « dans une position et une vue admirable », d'un « kremlin cent fois plus beau que celui de Moscou », d'un « monument supérieur à tous les palais passés et présents », de « quelque chose qui réunisse les avantages individuels des plus célèbres palais du monde civilisé, mais qui les éclipse tous en magnificence comme en grandeur ».
Il songe d'abord à l'ériger à Lyon, centre géographique de l'Empire depuis la conquête de l'Italie et dont il apprécie la tranquillité. Pierre Fontaine suggère l'idée de construire ce palais sur la colline de Chaillot. Finalement, en février 1811, Napoléon Ier donne l'ordre à ses deux architectes, Charles Percier et Pierre Fontaine de lui présenter un projet pour l'embellissement du bois de Boulogne, en y ajoutant un palais qu'il destine à son fils, le roi de Rome, bâti sur le sommet de la montagne de Chaillot.

### Les projets de Percier et Fontaine

#### Le site
Le palais du roi de Rome devait s'étaler en amphithéâtre sur la hauteur de Chaillot dans l'axe du pont d'Iéna, du Champ-de-Mars et de l'École militaire. En projetant de construire le corps principal du palais au sommet de la colline de Chaillot, l'objectif de Percier et Fontaine était de le mettre en valeur en même temps que la beauté du site et l'élégance des horizons. La localisation du palais permettait de faire primer l'immensité des bâtiments, des salles, des cours et des dépendances.
Le site choisi qui s'étendait sur le domaine de l’ancien couvent des Visitandines de Chaillot abandonné en 1790 et détruit en 1794 par l’explosion de la poudrerie de Grenelle était particulièrement apprécié depuis plusieurs siècles pour sa vue étendue sur la rive gauche de la Seine et la ville de Paris dans le lointain.
Le couvent s’était établi en 1651 dans les bâtiments du château de Chaillot (à l’emplacement de l’actuel palais de Chaillot), acheté en 1583 par Catherine de Médicis et progressivement agrandi au cours de la période suivante par ses acquéreurs successifs. Ce château  succédait au manoir seigneurial de Chaillot, également nommé "Maison de Beauregard" , existant depuis le Moyen-Âge.

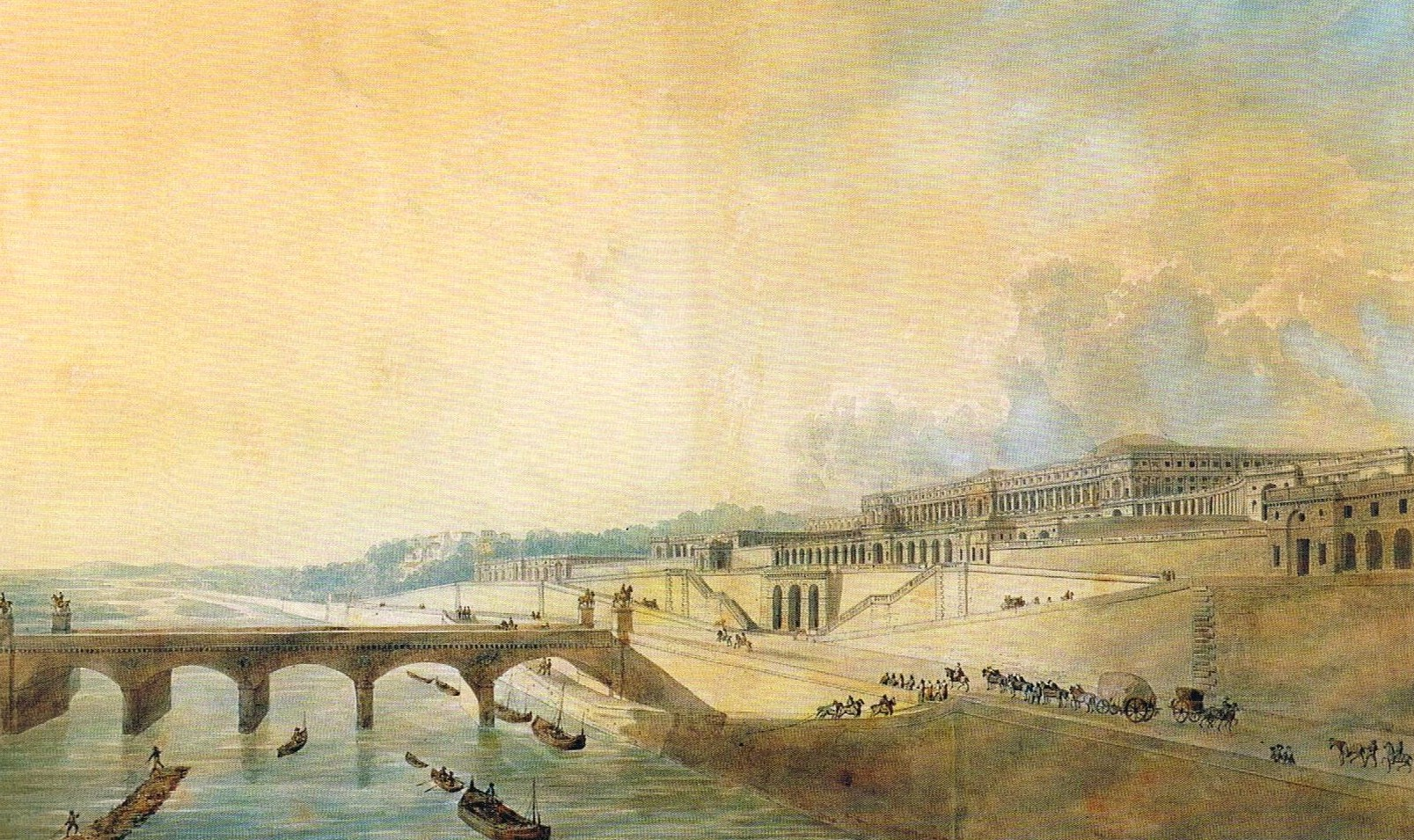
Vue du palais du roi de Rome depuis la Seine.
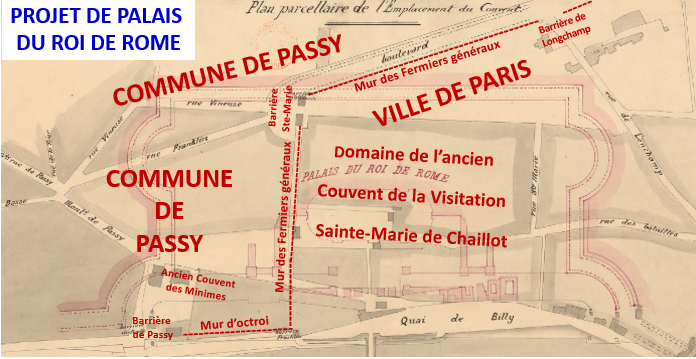
Projet sur les parcelles de l'ancien couvent de la Visitation de Chaillot.

#### Le corps principal du palais
Le corps principal du palais devait être constitué d'un grand parallélogramme dont le centre aurait été occupé par une vaste salle des fêtes. Deux petites cours, ornées de fontaines, à droite et à gauche du grand salon, auraient éclairé les grands escaliers, la chapelle, la salle de spectacles et toutes les communications du service intérieur du palais.
La façade eût été imposante et longue de 400 mètres. Elle aurait été accessible par une triple rangée de rampes d'accès et aurait frappé les imaginations par l'ampleur de sa colonnade elliptique à demi close, enserrant la cour d'honneur et la salle des fêtes destinée à accueillir les rois de l'Europe, alliés de l'empereur des Français.
L'appartement d'honneur ou de réception aurait occupé toute la façade du midi, la façade du nord donnant sur les parterres aurait eu d'un côté l'appartement de l'empereur, de l'autre celui de l'impératrice, avec leurs dépendances. Les salons de réception et les vestibules et les antichambres auraient rempli au levant et au couchant les deux ailes en retour. Deux ailes avec un seul étage en prolongement de la façade du nord se seraient prolongées jusqu'aux entrées latérales du côté de Chaillot et de Passy. Elles auraient été destinées à l'habitation des princes français.
Le plan général du palais conçu en 1811 prévoyait que le palais pourrait abriter outre la cour impériale et un très nombreux personnel, 400 chevaux et 80 voitures.
Il devait comporter une salle des fêtes, des salons de réceptions, des vestibules ou encore des antichambres.

#### L'accès au palais

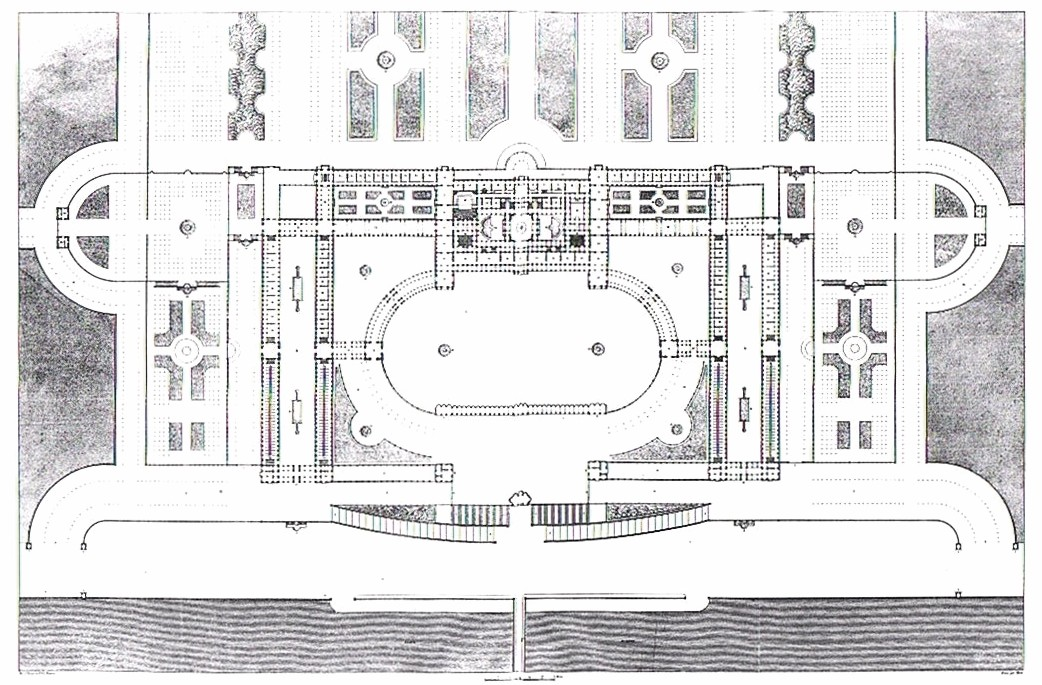
Plan du palais du roi de Rome.

Percier et Fontaine ont décrit leur projet de palais dans un article de la Revue de Paris et notamment comment on y aurait accédé depuis le pont d'Iéna.
Selon eux, « le site et la disposition générale du palais du roi de Rome eussent été déjà un grand avantage sur le site et la disposition de Versailles. On y serait arrivé, du côté du midi, par trois rangs de pentes douces à droite et à gauche du pont d’Iéna, jusqu’au sol de la cour d’honneur, d’où, en suivant les deux portiques circulaires à quatre rangs de colonne, de chaque côté de la cour, les voitures auraient pu aller à couvert jusqu’au pied des deux grands escaliers du palais. Entre ces colonnades et les bâtiments de service, on a d’un côté la cour des ministres, et de l’autre celle des princes. Deux grandes cours longues, entourées de bâtiments au de la première rampe, auraient été destinées, moitié aux cuisines et aux offices divisés en deux services, et moitié aux chevaux d’attelage, avec les remises, les magasins pour voitures, les chevaux de selle, les accessoires et les logements nécessaires pour les personnes attachées à la maison du prince. Le grand portique, à la hauteur de la seconde rampe, au-dessus de la cour d’honneur, aurait renfermé, pendant l’hiver, tous les orangers et les arbustes des parterres. Le portique à trois arcades, au-dessous, était le vestibule donnant entrée aux escaliers et aux corridors souterrains qui conduisaient directement au palais ; cette espèce de grotte […] était ornée de trois fontaines formant cascades, avec deux bassins servant d’abreuvoir au dehors. »

#### Le bois de Boulogne, parc du palais
Le bois de Boulogne devait être agrandi de la plaine de Longchamp. Annexé au palais, il devait en être le parc. Les jardins du palais du roi de Rome devaient englober le site de l'ancien château de Madrid, les châteaux de Bagatelle et de la Muette. Ces jardins devaient s'étaler jusqu'à l'Arc de Triomphe, border la route de Saint-Germain (actuelle avenue de la Grande-Armée) et laisser la place à de spacieux bâtiments répartis de la Porte Maillot à la Muette, destinés à abriter la Faisanderie et la Ménagerie, cette dernière orientée vers les frondaisons et les profondeurs du bois de Boulogne.
Des appartements du palais sur la façade nord où se trouvaient les parterres et les jardins, on aurait eu pour point de vue le bois de Boulogne, qui aurait été lié aux plantations de la plaine pour former le grand parc. Près de la barrière de Chaillot, une déviation du canal de l'Ourcq devait amener les eaux dans les parties les moins élevées des parterres, dans les jardins, dans les cours des palais et dans les dépendances.
Deux boulevards devaient isoler le palais sur les côtés et d'immenses quinconces devaient relier les bâtiments au bois de Boulogne. Le château de la Muette, devenu le chef-lieu de la Vénerie, aurait donné entrée, du côté de Passy, à la Faisanderie puis à la Ménagerie qui se serait prolongée en suivant la largeur du bois de Boulogne jusqu'à la grande route de Neuilly près de la Porte Maillot. Le petit pavillon de Bagatelle aurait servi de rendez-vous de chasse à l'extrémité du Bois qui aurait été agrandi par l'achat et la plantation de tous les terrains entre le bois de Boulogne et la Seine.
Le parterre et les jardins, entourés de murs s'élevant en terrasse au-dessus du plateau de la plaine se seraient étendu jusqu'à un boulevard d'enceinte que l'on aurait franchie au moyen d'un pont couvert, ayant la forme d'un arc de triomphe pour passer dans le premier parc de la plaine et de là dans le bois de Boulogne, en traversant le Faisanderie et la Ménagerie.

#### Cité impériale dans le prolongement du palais

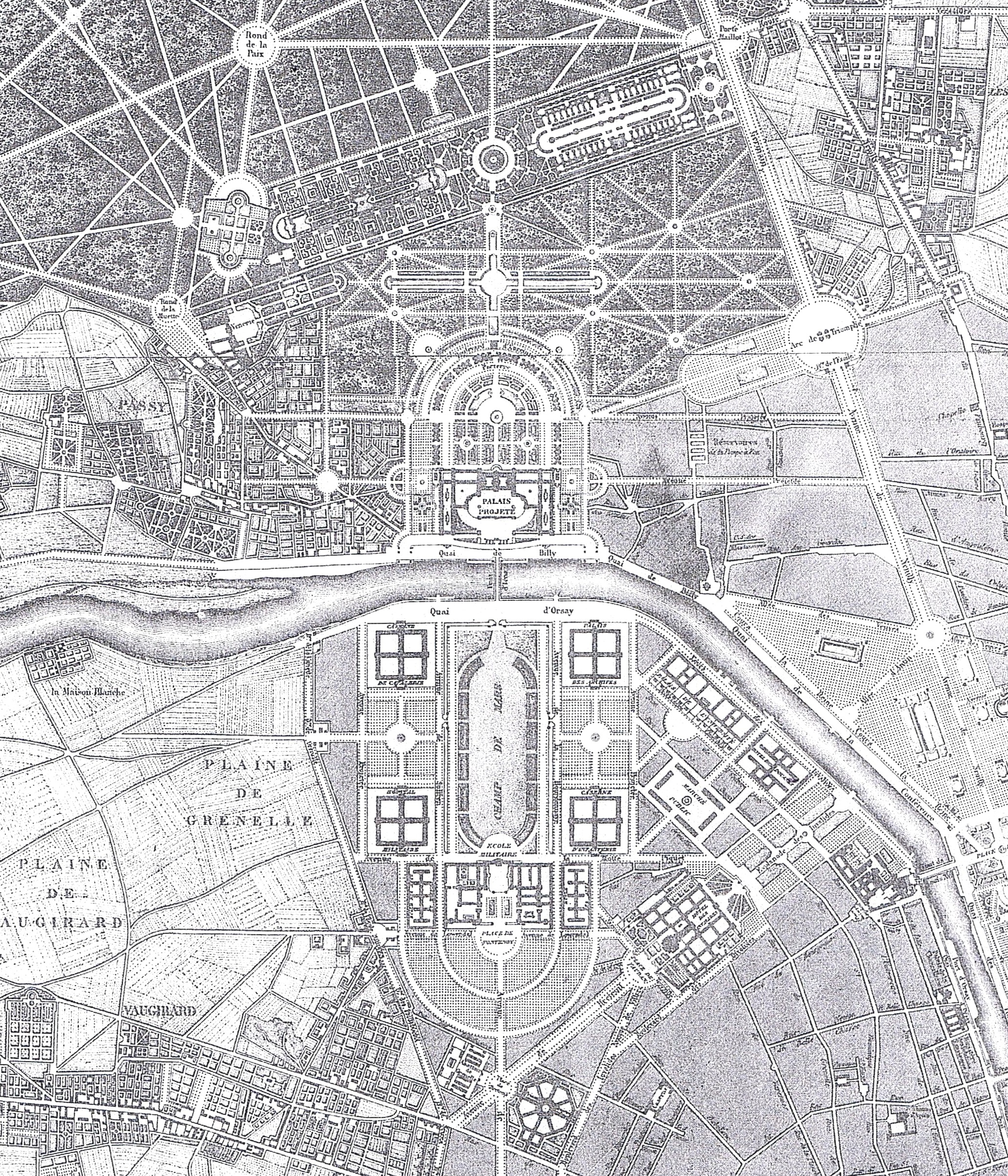
Le palais du roi de Rome devait se situer à la jonction entre le bois de Boulogne et un vaste quartier administratif et militaire.

Les deux architectes de l'empereur avaient prévu d'édifier face au palais du roi de Rome et aux quatre extrémités du Champ-de-Mars :
- Au levant, près de la Seine, le palais des Archives de l'État, le palais des Arts, les bureaux de l'Université ;
- Au couchant, près de la Seine, une grande caserne de cavalerie ;
- Au couchant, près de l'École militaire, un grand hôpital militaire ;
- Au levant, près de l'École militaire, une grande caserne d'infanterie.

De même, l'École militaire aurait été encadrée par l'École des Arts et l'École des Arts et Métiers.
Le palais de l’Université devait réunir les bureaux de l’Université, l’École normale, l’Institution des émérites (c’est-à-dire une « maison de retraite » hébergeant les savants et les personnes célèbres ayant mérité de la patrie) ainsi que des salles pour la distribution des prix. En mai 1812, Napoléon a décidé de réunir l’École des Beaux-Arts (originellement accolée à l’École militaire) au palais de l’Université. Le nouveau plan fut élaboré rapidement de concert par trois architectes qui eurent entre eux des relations difficiles : Poyet et Damesne, les deux originellement chargés de l’université, ainsi que Gisors (qui avait dessiné l’École des Beaux-Arts initialement placée à côté de l’École militaire,.
Dans cet ensemble, le Palais des Archives était pour Napoléon une priorité. Le projet était un carré de 208 mètres de côté sur trois étages avec deux galeries en croix formant 4 cours intérieures. Deux entrées étaient prévues, rue Saint-Dominique et sur l'actuel quai Branly. Seul cet édifice connut un début d'exécution sur un chantier visité  par l'Empereur à plusieurs reprises.
Pascal Ory résume ainsi le projet napoléonien : « cette préfiguration d’une cité impériale était la traduction architecturale des aspirations de Napoléon : une société militarisée fondée sur un savoir proche du pouvoir  ».

### Les premiers travaux et l'abandon du projet
Par un décret du 16 février 1811, Napoléon Ier ordonna la création d'un fonds spécial pour la construction du palais du roi de Rome.
Le projet s'étendait en grande partie sur l'ensemble de l’ancienne propriété des religieuses de la Visitation (à l'emplacement des actuels jardins et place du Trocadéro)  dont les terrains avaient été vendus par parcelles  comme biens nationaux dans les années 1790. En 1811, cet espace à proximité de l'ancien village de Chaillot englobé dans la ville de Paris par le mur des fermiers généraux entre la barrière de Passy et la barrière de Longchamp était partiellement construit.
La préparation nécessita l'achat, de 503 parcelles de terrains, de 105 maisons et d'un moulin pour une somme de totale de 1 724 000 F. Ces acquisitions s'effectuèrent rapidement sans grande difficulté, de gré à gré plutôt que par expropriation, à l'exception de l'opposition d'un important propriétaire, M. Nettement exigeant la somme de 500 000 F très supérieure à la valeur de sa maison mais l'obstacle fut levé par une transaction à 170 000 F.
Ces importantes acquisitions ne se sont cependant pas étendues à l'ensemble du projet initial englobant le village de Passy jusqu'à la Muette et au bois de Boulogne et n'ont pas dépassé les limites de la Ville de Paris à l'intérieur du mur des fermiers généraux.
Le revers militaires amènent la réduction du projet en mars 1813.
Fin 1813, les travaux effectués se limitaient aux terrassements et à la construction des abords face au pont d'Iéna.
La  chute de l'Empire mit un terme à ce dessein grandiose. Percier et Fontaine ne se consoleront jamais d'avoir été empêchés par les événements d'exécuter ce projet : leur rêve eût transformé en entier les rives de la Seine ainsi que le bois de Boulogne, « et leur eût imprimé à jamais le caractère impérial »,.
Les acquisitions foncières de 1811 à 1813, qui resteront l'essentiel des terrains vagues jusqu'en 1867, permettront l'aménagement en 1867 de la place du roi de Rome, actuelle place du Trocadéro, en 1876 du palais et des jardins du Trocadéro, en 1935 du palais de Chaillot.
Le chantier du Palais des Archives fut arrêté en février 1815 et les pierres remployées pour la construction de la Bourse et de la chapelle expiatoire

## Le palais du roi de Rome de Rambouillet
Construit sur ordre de Louis XVI entre 1784 et 1785 par l'architecte Jacques-Jean Thévenin et le peintre Hubert Robert, l'hôtel du gouvernement de Rambouillet fut saccagé pendant la Révolution française, puis vendu comme bien national le 6 fructidor de l'an V (1797) au député de Saint-Domingue, Joseph-Yvon Paulian, en exécution de la loi du 16 brumaire de la même année. Paulian s'empressa d'en démembrer le jardin, d'en vendre le mobilier et de démolir une grande partie du bâtiment. Celui-ci n'était plus, en 1804, lorsque Paulian fut déchu, qu'une ruine qu'il fallut reconstruire. Cela fut décidé par l'empereur en 1806 après qu'il eut fait entrer les restes bien mutilés de l'hôtel du gouvernement dans sa liste civile par application du sénatus-consulte du 28 floréal de l'an XII (18 mai 1804).
Napoléon Ier chargea l'architecte Auguste Famin, Grand Prix de Rome 1801, élève de Charles Percier et Pierre Fontaine, d'en entreprendre la reconstruction sur la base de plans comportant de nombreux agrandissements qui, au gré des premiers revers militaires et politiques de l'année 1812, comme pour le palais de la colline de Chaillot, ne purent malheureusement jamais être réalisés.
Cette nouvelle affectation, ordonnée par l'Empereur, entraînera de nombreux changements en 1813, en particulier dans les aménagements intérieurs. Attenant au parc du château de Rambouillet, devenu rendez-vous de chasse et résidence impériale dès 1804, Napoléon Ier avait souhaité pour son fils que ce dernier, une fois plus grand, puisse résider à ses côtés, au cœur de ce domaine dont lui-même appréciait particulièrement les possibilités cynégétiques. Son destin fut tout autre. Les travaux suivis par Famin sous les conseils de Fontaine qui avaient commencé le 23 septembre 1806 s'interrompirent le 6 avril 1814, date à laquelle Napoléon abdiqua. Le palais vit, en 1814, la fuite de l'impératrice Marie-Louise d'Autriche, les retrouvailles de cette dernière avec son père, l'empereur François Ier, venu la chercher avec son fils ; puis fin juin en 1815, l'une des dernières nuits de Napoléon dans sa longue route vers Sainte-Hélène.
Il fallut effacer les marques impériales ; on s'y employa dès le mois d'août 1815. Le maçon Jacques Goufier fit disparaître les N et les cent quarante-quatre abeilles des ornements intérieurs (remplacés par des fleurs de lys) ainsi que les aigles ornant la façade côté cour. Les serruriers burinèrent les N situés sur les huit couronnes de la grille d'entrée.
Il fut vendu et démembré en lots en 1835. La partie médiane fut démolie et fut construit un pavillon dit « impérial ».
L'aile gauche du palais du roi de Rome de Rambouillet, transformé en musée privé, abritera une des plus importantes collections napoléoniennes comportant, entre autres, un des cinq trônes de l'empereur (avec ceux du Louvre, du château de Fontainebleau, du Sénat et du Corps législatif). L'aile droite, musée municipal, accueille des expositions temporaires (comme le peintre Franz Priking en 2000).
En 2013, le clos et le couvert du pavillon occidental sont restaurés. Frédéric Didier, Architecte en chef des monuments historiques, chargé de l’opération, explique que « les enduits de la façade sud ont été piochés et refaits de manière traditionnelle, les éléments en pierre nettoyés. Les baies de l’attique et les couvertures ont été restituées. Les façades nord et est ont été traitées en conservation et les niches de l’ancien vestibule dégagées. Un badigeon ton pierre harmonise les élévations ».